# Ulrich Rottler
Ulrich Rottler (* 18. Mai 1954 in Neuhäsen) ist ein ehemaliger deutscher Radrennfahrer und nationaler Meister im Radsport.

## Sportliche Laufbahn
Rottler war Straßenradsportler. Seine sportliche Laufbahn begann er 1968 in Neuhausen, dann in Villingen als Jugendfahrer. Später startete er für die Vereine Stuttgardia Stuttgart und VC Neuwied.
Seinen ersten Einsatz für die deutsche Nationalmannschaft hatte er 1977 in der Polen-Rundfahrt, die er auf dem 48. Platz beendete. 1978 wurde er 12. in der Österreich-Rundfahrt.
1980 war er auf einer Etappe des Grand Prix Guillaume Tell erfolgreich. 1983 belegte er den 4. Platz im Milk Race und den 6. Platz in der Rheinland-Pfalz-Rundfahrt. 1985 siegte Rottler im Etappenrennen Regio-Tour vor Andreas Kappes. Das Eintagesrennen Rund in Berlin entschied er 1986 vor Patrick Eyk für sich. 1982 wurde er als bester Amateur des Bundes Deutscher Radfahrer geehrt. In jener Saison gewann er den nationalen Titel im Bergfahren vor Peter Hilse.
1984 bestritt Rottler die Internationale Friedensfahrt und schied aus dem Rennen aus.

## Berufliches
Rottler absolvierte eine Lehre als Bankkaufmann. In Villingen eröffnete er nach seiner Laufbahn ein Radsportgeschäft. Später war er als Finanzierungsberater tätig.